# Grabsdorf
Grabsdorf ist ein Ortsteil von Graitschen a. d. Höhe, einem Ortsteil von Schkölen im Saale-Holzland-Kreis in Thüringen.

## Geografie und Geologie
Der Weiler Grabsdorf liegt westlich von Schkölen nahe einer ehemaligen Erosionsrinne, die von Frauenprießnitz aus  in den schwarzerdeähnlichen Boden westlich Schkölen eingespült wurde. Ab Grabsdorf Richtung Schkölen ist die Rinne mit Gehölz und Bäumen begrünt. Nördlich liegt unweit Graitschen und südlich Willschütz. Mit einer gut befestigten Straße ist der Weiler mit Schkölen und Poppendorf verkehrsmäßig gut angeschlossen.

## Geschichte
Die urkundliche Ersterwähnung erfolgte am 26. Januar 1511. Ursprünglich waren die Schenken von Tautenburg Herren über den Ort. Nach dem Aussterben dieses Adelsgeschlechts gehörte Grabsdorf ab 1640/52 zum kursächsischen Amt Tautenburg. Mit dem Wiener Kongress kam der Ort 1815 zum Großherzogtum Sachsen-Weimar-Eisenach und wurde 1822 dem Amt Bürgel mit Tautenburg angegliedert. 1850 kam Grabsdorf zum Verwaltungsbezirk Weimar II (ab 1868: Verwaltungsbezirk Apolda) des Großherzogtums. Seit 1920 gehört der Ort zum Land Thüringen.
Nach dem Zweiten Weltkrieg durchliefen auch diese Betriebe die Entwicklung der Landwirtschaft in der DDR einschließlich der Kollektivierung. Nach der Wende organisierten sie sich neu und arbeiteten im Schkölner Raum erfolgreich im Verband oder als Wiedereinrichter. Nach wie vor ist der Weiler eng mit der Landwirtschaft verknüpft.